# Mileto (mitología)
En la mitología griega, Mileto (Μίλητος) es un rey de Caria y héroe epónimo de la ciudad de Mileto.
En la Biblioteca mitológica se nos dice que Asterio, príncipe de los cretenses, desposó a Europa y crio a los hijos de ésta. Cuando ellos crecieron se pelearon por el amor de un muchacho llamado Mileto, hijo de Apolo y Aría, hija de Cléoco. Como el muchacho prefiriese a Sarpedón, lucharon, venció Minos y los otros huyeron. Mileto desembarcó en Caria y fundó allí una ciudad a la que dio su nombre.Otros dicen que era hijo de Apolo y de Acacálide, hija de Minos,o de Euxantio, hijo bastardo de Minos,o incluso lo denominan con el metronímico de deiónida, esto es, hijo de una tal Deione.
De niño, Mileto fue abandonado en un bosque de Creta y allí fue alimentado por los lobos, hasta que al encontrarlo unos pastores lo llevaron a su choza, y allí lo criaron. Al llegar a la edad adulta, marchó a Caria, bien por decisión propia o aconsejado por Sarpedón, después de que Minos intentara forzarle. Tales fueron sus actos de valor y de acierto en sus empresas, que se atrajo la simpatía de la princesa Idótea y del padre de esta, el rey Éurito. Casado más tarde con Idótea, sucedió en el trono a su suegro y una vez en el trono fundó la ciudad que de su nombre, que llegó a ser la capital del reino.
Por otra parte, Mileto fue padre de dos gemelos, Biblis o Bíblide y Cauno. Hay diversas versiones sobre quien fue su madre: Idótea o bien con la ninfa Cianea, hija del dios fluvial Meandro. Se cuenta que Bíblide se enamoró de su hermano y, tras diversas vicisitudes, se transformó en una ninfa hamadríade o bien en fuente a causa de su llanto.Otros más dicen que la esposa de Mileto y madre de sus dos hijos fue Tragasia, hija de un tal Celeno.Nono invierte el papel genealógico de Mileto. Dice que su padre fue Asterio, a su vez hijo de Minos y Androgenea; en esta versión Biblis y Cauno son sus hermanos.